# Паника (приток Елани)
Паника — река в России, протекает в Новохопёрском районе Воронежской области. Правый приток Елани.

## География
Река Паника берёт начало у посёлка Совхоз имени XXII Партсъезда. Течёт на север по открытой местности. Устье реки находится южнее села Елань-Колено в 26 км по правому берегу реки Елань. Длина реки составляет 23 км.
На реке устроено несколько прудов рыбхоза.

## Данные водного реестра
По данным государственного водного реестра России относится к Донскому бассейновому округу, водохозяйственный участок реки — Савала, речной подбассейн реки — Хопер. Речной бассейн реки — Дон (российская часть бассейна).
По данным геоинформационной системы водохозяйственного районирования территории РФ, подготовленной Федеральным агентством водных ресурсов:
- Код водного объекта в государственном водном реестре — 05010200312107000007409
- Код по гидрологической изученности (ГИ) — 107000740
- Код бассейна — 05.01.02.003
- Номер тома по ГИ — 07
- Выпуск по ГИ — 0